# 三重宏聖宮
25°03′18″N 121°29′09″E / 25.054897222222°N 121.485725°E
三重宏聖宮，是位於臺灣新北市三重區福祉里、國際星鑽大樓上的媽祖廟，因位在高樓上，號稱有「臺灣最高樓層的媽祖廟」，後遭住戶反對而搬至樓下室內。

## 建立
此廟是鴻國建設董事長李鴻鐘為感謝媽祖保佑國際星鑽大樓建造順利，而於1993年在該大樓31樓高的頂端建廟。廟宇面積共121平方公尺（約36坪）。三重宏聖宮女義工表示，原本李鴻鐘只自己供奉媽祖，但神明指示須開放給其他信眾參拜，才會於頂樓蓋廟。
1989年，此大樓在重新橋頭附近興建時，是以純辦公大樓為號召。依違建拆除法令規範，1995年以後興建的建物，頂樓空間一律不准使用，而以前的頂樓違建須評估是否有危害公眾安全，若有則須分期分類排定拆除時間。

## 祭祀
其主神為來自笨港口港口宮的1尺6高的神像。笨港口港口宮在三重還有三重義天宮，及三重市舊嘉天宮、大嘉天宮、新大嘉天宮等分靈廟。李鴻鐘會親自打理廟務、舉辦免費進香團，讓信徒稱他作「大師兄」。信徒以英業達會長葉國一及欣欣瓦斯董事長陳何家知名，英葉達總部大樓有此廟請回的媽祖分靈。住戶也會前來上香，且一同參與各項活動。廟中也奉祀觀音、何仙姑、陳靖姑及聖皇太子。

## 拆遷
後來一名黃姓女住戶提告指李鴻鐘未經大樓所有住戶同意，佔用頂樓平台、在樓梯間堆雜物，要求拆除遷移，歸還大樓公共空間。對此，李鴻鐘則回應十七年來都沒有住戶反對過，已獲默許專用該平台。但板橋地方法院法官說，李鴻鐘未提出全體住戶同意興建並管理廟宇的證據，而先前住戶沒反對，或基於睦鄰情誼、權利意識欠缺等情形，僅屬單純沉默，不能視為默許，判決拆廟。
對於此糾紛，當地福祉里長陳天森表示，此廟成立以來，從未接獲任何里民反映或抱怨。
2014年報導時，廟已在該大樓30樓，有舉行賑濟活動，並具「臺灣最高樓層的媽祖廟」之稱。

## 外部連結
- 三重宏聖宮的Facebook專頁
- 官方网站